# Celorico da Beira
Celorico da Beira és un municipi portuguès, situat al districte de Guarda, a la regió del Centre i a la subregió de Beira interior Norte. L'any 2006 tenia 8.683 habitants. Es divideix en 22 freguesias. Limita al nord amb Trancoso, al nord-est amb Pinhel, al sud-est amb Guarda, al sud-oest amb Gouveia i a l'oest amb Fornos de Algodres.

## Població
| Població do concelho de Celorico da Beira (1801 – 2004) | Població do concelho de Celorico da Beira (1801 – 2004) | Població do concelho de Celorico da Beira (1801 – 2004) | Població do concelho de Celorico da Beira (1801 – 2004) | Població do concelho de Celorico da Beira (1801 – 2004) | Població do concelho de Celorico da Beira (1801 – 2004) | Població do concelho de Celorico da Beira (1801 – 2004) | Població do concelho de Celorico da Beira (1801 – 2004) | Població do concelho de Celorico da Beira (1801 – 2004) |
| ------------------------------------------------------- | ------------------------------------------------------- | ------------------------------------------------------- | ------------------------------------------------------- | ------------------------------------------------------- | ------------------------------------------------------- | ------------------------------------------------------- | ------------------------------------------------------- | ------------------------------------------------------- |
| 1801                                                    | 1849                                                    | 1900                                                    | 1930                                                    | 1960                                                    | 1981                                                    | 1991                                                    | 2001                                                    | 2004                                                    |
| 7755                                                    | 8113                                                    | 15820                                                   | 14880                                                   | 14930                                                   | 10269                                                   | 8875                                                    | 8875                                                    | 8752                                                    |

## Freguesies
| - Açores - Baraçal - Cadafaz - Carrapichana - Casas do Soeiro - Cortiçô da Serra - Forno Telheiro - Lajeosa do Mondego - Linhares - Maçal do Chão - Mesquitela | - Minhocal - Prados - Rapa - Ratoeira - Salgueirais - Santa Maria - São Pedro - Vale de Azares - Velosa - Vide Entre Vinhas - Vila Boa do Mondego |